# Lucien Aubey
Lucien Yann Sherril Aubey (ur. 24 maja 1984 w Brazzaville) – kongijski piłkarz występujący na pozycji obrońcy.

## Kariera klubowa
Aubey grał jako junior we francuskich zespołach CSM Rosny-sur-Seine, Paris FC oraz AS Cannes. W 2001 roku przeszedł Toulouse FC, w barwach którego występował w sezonie 2001/2002 w czwartoligowych rezerwach, a także w pierwszej drużynie, rywalizującej w rozgrywkach trzeciej ligi. Z tą drugą wywalczył awans do Ligue 2, a sezon później do Ligue 1. W lidze tej zadebiutował 2 sierpnia 2003 w zremisowanym 1:1 meczu z RC Strasbourg. W sezonie 2006/2007 zajął z klubem 3. miejsce w Ligue 1.
W 2007 roku odszedł do także pierwszoligowego RC Lens. W styczniu 2008 został stamtąd wypożyczony do angielskiego Portsmouth. Swój pierwszy mecz w Premier League rozegrał 9 lutego 2008 przeciwko Boltonowi Wanderers (1:0). Po sezonie 2007/2008 zakończyło się wypożyczenie Aubeya, który następnie przeszedł z Lens do Stade Rennais (Ligue 1) i grał tam przez 1,5 roku.
W styczniu 2010 został graczem tureckiego Sivassporu. W Süper Lig zadebiutował 24 stycznia 2010 w przegranym 1:3 pojedynku z Trabzonsporem i otrzymał wówczas żółtą kartkę. Po sezonie 2009/2010 wrócił do Francji, gdzie grał w drugoligowym Stade de Reims. Następnie był graczem cypryjskiego Olympiakosu Nikozja, jednak nie rozegrał tam żadnego spotkania i w 2012 roku zakończył karierę.

## Statystyki
| Rozgrywki            | Poziom | Kraj    | Mecze | Bramki |
| -------------------- | ------ | ------- | ----- | ------ |
| Ligue 1              | I      | Francja | 145   | 0      |
| Ligue 2              | II     | Francja | 43    | 0      |
| Championnat National | III    | Francja | 4     | 0      |
| CFA                  | IV     | Francja | 17    | 0      |
| Premier League       | I      | Anglia  | 3     | 0      |
| Süper Lig            | I      | Turcja  | 9     | 0      |
| Puchar UEFA          | –      | –       | 1     | 0      |
| Puchar UEFA (elim.)  | –      | –       | 1     | 0      |
| Puchar Intertoto     | –      | –       | 2     | 0      |

## Kariera reprezentacyjna
W 2006 roku Aubey został powołany do reprezentacji Francji U-21 na mistrzostwa Europy, zakończone przez Francję na półfinale. Zagrał na nich w jednym z czterech meczów swojej drużyny (przeciwko Serbii i Czarnogórze).
W reprezentacji Konga zadebiutował 12 sierpnia 2009 w zremisowanym 1:1 towarzyskim meczu z Marokiem. W latach 2009–2010 w drużynie narodowej rozegrał 5 spotkań.